# Perilasius championi
Perilasius championi là một loài bọ cánh cứng trong họ Cerambycidae.